# NGC 225
NGC 225 je  otvoreni skup u zviježđu Kasiopeje.
Nalazi se u središnjem dijelu zviježđa.

## Astronomska promatranja
U dvogledu je uočljiv kao svijetla mrlja, dok se u teleskopu može jasno razaznato desetak zvijezda u skupu nepravilna oblika.